# دهستان کاریز
دهستان کاریز نام دهستانی در بخش مرکزی شهرستان لنجان، استان اصفهان در ایران است.